# Cletus Kasady (personaje)
Cletus Kasady es un supervillano ficticio que aparece en los cómics estadounidenses publicados por Marvel Comics. El personaje generalmente se representa como un enemigo de Spider-Man y Venom. Creado por el escritor David Michelinie y los artistas Erik Larsen y Mark Bagley, el personaje apareció por primera vez en The Amazing Spider-Man # 344 (marzo de 1991) y se convirtió en el primer y más conocido anfitrión del simbionte 'Carnage'. Un asesino en serie psicópata y sádico, Kasady compartió una celda con Eddie Brock durante su encarcelamiento, y se fusionó con la descendencia del simbionte Venom después de que se vinculó nuevamente con Brock. Kasady y Carnage eran una combinación perfecta, y el simbionte no hizo más que aumentar las características ya sociópatas de Kasady. Combinado con el hecho de que el simbionte Carnage es más poderoso que Venom debido a la naturaleza de los simbiontes, esto hace que Carnage sea uno de los individuos más mortales y peligrosos que Spider-Man o Venom hayan enfrentado, y la pareja a menudo se ve obligada a trabajar juntos para tener una oportunidad contra él.
El personaje se ha adaptado sustancialmente de los cómics a varias formas de medios, incluidas películas, series de televisión y videojuegos. Cletus Kasady hizo su debut cinematográfico en la película Venom (2018), ambientado en el Universo de Sony Pictures de Personajes de Marvel, interpretado por Woody Harrelson. El personaje llega para Venom: Let There Be Carnage (2021), donde se convertirá en Carnage. En 2009, la versión Cletus Kasady de Carnage se clasificó como IGN 90.ª el más grande villano de cómic de todos los tiempos.

## Historial de publicaciones
El escritor David Michelinie pretendía que el alter ego humano de Venom, Eddie Brock, fuera asesinado en The Amazing Spider-Man # 400 y que el simbionte continúe vinculándose con una serie de anfitriones. Sin embargo, a medida que aumentaba la popularidad de Brock y Venom, Marvel no permitía que lo mataran. Michelinie decidió crear un nuevo personaje: un psicópata total que, a diferencia de Venom, no tenía sentido de la moral. El componente humano del primer anfitrión de Carnage, Cletus Kasady, fue diseñado por el artista Erik Larsen, quien modeló al personaje después del supervillano de DC Comics, Joker.
Kasady se presentó en The Amazing Spider-Man # 344 y aparece por primera vez como Carnage en el número 361. Él en el simbionte Carnage es el villano principal en el crossover "Maximum Carnage" de 1993, un crossover de 14 partes que se extendió a través de todos los títulos de Spider-Man. En 1996, se lanzaron dos cómics de un disparo centrados completamente en Carnage, titulados Carnage: Mind Bomb y Carnage: It's A Wonderful Life, ambos de los cuales se expanden en su personaje.
Después de una aparición en 2004 en Nuevos Vengadores, el personaje fue dado por muerto y estuvo ausente de los cómics durante casi seis años. Una serie limitada de 2010–2011 titulada Carnage presentó el regreso de Kasady como Carnage. El cómic fue lanzado como un enlace a la historia de "Big Time" en The Amazing Spider-Man. Esto fue seguido por otra serie limitada de cinco números titulada Carnage USA y publicada 2011-2012. Carnage se vio a continuación en la historia de crossover "Minimum Carnage" de 2012 entre Araña Escarlata vol. 2, Venom vol. 2, y dos one-shots titulado Minimum Carnage Alpha y Minimum Carnage Omega. El personaje se cruza con Superior Spider-Man en la serie limitada de cinco números de 2013 llamada Superior Carnage escrita por Kevin Shinick.
En 2015, se anunció que Gerry Conway y Mike Perkins lanzarán una nueva serie de Carnage, a partir de noviembre de 2015, como parte del relanzamiento posterior a Secret Wars de Marvel.

## Biografía

### Primeros años
Cletus Kasady es un psicópata y sádico homicida. Es un individuo profundamente perturbado con un pasado oscuro: de niño, mató a su abuela empujándola por un tramo de escaleras, trató de asesinar a su madre tirando un secador de pelo en su bañera y torturando y matando al perro de ésta. Después de esto, su madre trató de matar a Cletus pero fue asesinada por el padre de Kasady, que no recibió defensa alguna por parte del niño durante el juicio, por lo que fue condenado a muerte. 
Como huérfano, Kasady fue enviado a St. Estes, Hogar para niños, donde su comportamiento antisocial le convirtió en el blanco de abuso de otros huérfanos y el personal. Kasady consiguió su venganza asesinando al administrador disciplinario, empujando a una chica (que se rio de él por pedirle salir con ella) delante de un autobús en marcha, y quemando el orfanato. Fue durante sus años brutales en St. Estes que Kasady adquirió su filosofía de que la vida era esencialmente un sinsentido totalmente fútil, que "las leyes son sólo palabras", y llegó a ver la propagación del caos a través del derramamiento de sangre aleatorio y sin patrón como "la Última libertad ".

### Renacimiento
Cletus Kasady se convirtió en un asesino en serie. Posteriormente, fue capturado y enviado a la cárcel de la Isla Ryker por 11 asesinatos, a pesar de que se jactaba de matar a una docena más, donde compartió una celda con Eddie Brock, el anfitrión del simbionte alienígena que se convierte en el supervillano Venom. Cuando el simbionte de Brock pronto volvió a unirse nuevamente, permitiendo que Venom escapara de la prisión, el simbionte sin saberlo dejó a su descendiente en la celda; Debido a su mentalidad alienígena, el simbionte no sentía ningún apego emocional a su descendencia, considerando que era insignificante, y por lo tanto nunca comunicó su existencia a Brock a través de su enlace telepático. El nuevo simbionte se unió entonces con Kasady, transformándolo en Carnage. Se escapó de la prisión y comenzó una serie de asesinatos, y en la escena de cada crimen, escribió "Carnage" en las paredes con su propia sangre. Fue encontrado por Spider-Man, aunque el héroe demostró no ser rival para los poderes de Carnage. En la desesperación, Spider-Man hizo una tregua con Venom para luchar contra Carnage. El simbionte de Carnage fue derrotado y aparentemente destruido con armamento sónico, pero sin saberlo, el simbionte de hecho, a diferencia de Venom, estableció un equilibrio más profundo con su anfitrión. Después de entrar en el cuerpo de Kasady a través de un pequeño corte, se unió a su sangre (que causó su coloración roja).

### Maximum Carnage
Kasady es llevado a La Bóveda, una prisión para supervillanos; luego, el Instituto Ravencroft, una instalación para el superhumano criminalmente loco. Un médico en las instalaciones, con la esperanza de encontrar una "cura" para su locura, extrae sangre de él, lo que involuntariamente permite a Kasady transformarse en Carnage, quien recluta un ejército de supervillanos psicópatas como Shriek, Demo Duende, Carrion y Doppelganger para tomar el control de la ciudad de Nueva York. Usando los poderes de "canal psíquico" de Shriek, también impulsa a los neoyorquinos comunes a atacarse unos a otros. Carnage y su "familia" finalmente son rechazados por Spider-Man, antihéroes, con Carnage y Shriek siendo enviados a Ravencroft.

### Red de Carnage
Durante un posterior fuga de la cárcel, hizo su misión matar a su único amigo de la infancia, Billy Bentime, con la esperanza de refutar la idea de que la amistad debe pagarse en especie. Carnage casi derrotó a Spider-Man hasta que Bentime engañó a Carnage para que volviera a la forma humana, lo que permitió a Spider-Man eliminar a Kasady con un simple golpe.
Aunque vinculado al torrente sanguíneo de Kasady, el simbionte encontró una manera de deshacerse de su anfitrión viajando por las tuberías de agua del instituto, su ausencia dejó a Kasady cada vez más debilitado, inicialmente tomando el control de John Jameson antes de transferirse a Spider-Man (actualmente Ben Reilly). Reilly intentó destruir el simbionte al someterse a un estallido potencialmente letal de energía de microondas, pero el simbionte huyó hacia el debilitado Kasady.
Más tarde, Kasady pudo escapar de su prisión cuando un nuevo gobernador en Ravencroft decidió intentar ahorrar dinero apagando algunas de las defensas alrededor de la celda de Kasady, subestimando el nivel de conciencia que el simbionte tenía de su entorno. Durante este escape, fue enfrentado por Spider-Man y Silver Surfer, el simbionte - impulsado por el pánico debido a los recuerdos genéticos de Galactus devorando un planeta de simbiontes - separándose de Kasady y uniéndose al Surfista para detenerlo, mientras que Spider-Man se vio obligado a llevar a Kasady al hospital. Al enterarse de que el asesino se estaba muriendo de un cáncer de estómago que el simbionte había mantenido bajo control, Spider-Man se vio obligado a ayudar al Surfer a devolver el simbionte a Kasady para salvarle la vida, pero luego selló a Kasady en una prisión inquebrantable. un intento de obligarlo a reflexionar sobre sus pecados por la eternidad.

### Muerte y resurrección
Tras rastrear a Kasady a una prisión especialmente diseñada para retenerlo -cómo escapó de la prisión de Silver Surfer nunca se estableció- Venom finalmente reabsorbe el simbionte Carnage en su propio cuerpo "para siempre". Sin el simbionte, Kasady intenta volver a asumir la personalidad de Carnage vistiéndose de rojo y continuando con sus matanzas, afirmando que todavía posee al menos algo de la fuerza de Carnage y convencido de que solo tiene que matar a Spider-Man y Venom a recupera su simbionte, pero Spider-Man sin embargo lo derrota fácilmente en una pelea. Kasady, sin embargo, finalmente encuentra otro simbionte que se mantuvo sellado en algún lugar de la Zona Negativa, y se unió con ella, lo que permitió que los pocos restos del simbionte Carnage dentro de Cletus lo absorbieran y resucitaran en el proceso para convertirse una vez más en Carnage.

### Fuga
Carnage es uno de los varios supervillanos que intentan escapar de la Bóveda. Sentry vuela a Carnage fuera de la atmósfera de la Tierra y lo rasga en dos.

### Disputa Familiar
Más tarde se descubre que, aunque el huésped fue presuntamente asesinado, el simbionte sobrevivió al quedarse inactivo y regresó a la Tierra. El Doppelganger y Shriek regresan, con la esperanza de reparar el simbionte. Utilizando las propiedades del simbionte, Michael Hall, un competidor de Tony Stark, crea extremidades protésicas y exo-trajes que responden de la misma manera que un simbionte. Una de esas personas, el Dr. Tanis Nieves, está equipada con uno de estos brazos protésicos después de que fue atrapada en un ataque por el Doppelganger. Cuando está cerca del simbionte, su brazo se vuelve salvaje y la obliga a matar a varios científicos antes de que el simbionte se una a la fuerza, convirtiéndose en el nuevo Carnage. Después de que el simbionte usa a Tanis para ingresar en las instalaciones de Corporación Hall, se revela que Kasady está vivo (aunque se le han cortado las dos piernas), su cuerpo conservado por el simbionte y reparado por las prótesis de Hall. Kasady recupera el simbionte y se convierte en Carnage una vez más, intentando vengar su cautiverio mientras Spider-Man y Iron Man luchan por detenerlo. Entonces se revela que Carnage está otra vez embarazada, y el engendro del traje se une brevemente a Shriek antes de ser arrancado de ella. Asustada por la malicia de Shriek, el brazo simbionte se une a Tanis, creando un nuevo héroe, Scorn, que derrota a Shriek y la obliga a usar su chillido sónico para debilitar a Carnage para Spider-Man y Iron Man. Carnage, sin embargo, se escapa con el Doppelganger y jura hacer un regreso sangriento.

### Carnage USA
A raíz de su regreso, Carnage se dirige hacia el oeste a Doverton, Colorado. Él une la mayor parte de la ciudad a las copias de su simbionte. Capitán América, Spider-Man, Wolverine, Hawkeye y la Cosa intento de derrotarlo, pero todos excepto Spider-Man están vinculados a las copias. Con el equipo de Vengadores comprometido y Spider-Man fuera de la comunicación, enviaron otro equipo formado por fuerzas especiales mejoradas por simbiontes. El Dr. Tanis Nieves, como Scorn, acompaña las partes separadas de Hybrid que conforman Agony, Phage, Riot y Lasher, pero son muy superadas en número ya que Carnage controla toda la ciudad. El Capitán América se libera de su agarre el tiempo suficiente para hacer una llamada de emergencia para que le devuelvan nada menos que a Venom. Flash Thompson en el simbionte Venom se marcha a Colorado para matar a Carnage. Las fuerzas especiales mejoradas siguen luchando, pero Carnage envía a los Vengadores controlados tras ellos, que es cuando Spider-Man viene con los residentes no afectados de la ciudad. El cuerpo a cuerpo es particularmente intenso cuando Venom interviene con rondas sónicas. Venom está a punto de matar a Carnage con un arma en la boca, pero Spider-Man lo detiene. Antes de que Venom o Carnage puedan recuperarse, Scorn usa un vehículo de construcción para llevar a los dos a un dispositivo que ella construyó. Ella revela que su dispositivo está destinado a eliminar permanentemente los vínculos de Carnage y Venom, pero los anfitriones aún están allí, dejando a Kasady solo con un Flash Thompson sin piernas. Después de que los simbiontes lucharon con ellos mismos y con el equipo de los Vengadores, Venom encuentra su camino de regreso a Flash Thompson, mientras que Scorn es capaz de capturar y contener al simbionte Carnage. La serie termina con Kasady siendo capturado y arrastrado a la parte trasera de un vehículo de la prisión.

### Minimum Carnage
Carnage escapa de la prisión una vez más con la ayuda de micrones. El agente Venom es enviado a la prisión y descubre que Kasady ha escapado. Carnage huye a Houston, Texas y causa estragos, atrayendo la atención de la Araña Escarlata. Carnage toma como rehén al científico Dr. Ketola, experto en transporte inter-dimensional, y escapa al Microverso. Es derrotado por Venom y Araña Escarlata, quienes usan una bomba sónica del Microverse para separar temporalmente a Kasady del simbionte. Araña Escarlata luego atraviesa a Kasady a través del ojo, lobotomándolo. La carnicería entra en un estado catatónico: el simbionte mantiene vivo su cuerpo, similar a un sistema de soporte vital, pero se cree que el cerebro y la mente de Kasady están irreparablemente dañados, dejando al simbionte en control.

### Superior Carnage
Kasady, ahora lobotomizado, luego fue sacado de la cárcel por el Mago y Klaw, quienes intentan reclutarlo para los Cuatro Terribles y convertirlo en su propia versión de Venom. Carnage se libera del control del Mago y casi lo mata, pero Klaw lo domina. Llevando a Carnage a su escondite, el Mago intenta tomar el control de la mente de Kasady, pero falla debido a que está demasiado dañado. El Mago luego transfiere el simbionte al Dr. Karl Malus. El Dr. Malus se enfureció y, bajo la influencia del simbionte, trató de matar a sus compañeros de equipo, pero fue dominado por Klaw y controlado por el Mago, que lo llama "Superior Carnage" y lo equipa con armas.
Malus le dice a Klaw que no se deje engañar, ya que mientras se ve obligado a obedecer al mago, si su control se desliza, el simbionte tomará el control y se volverá contra ellos. Después de tomar todas las armas y comenzar a moverse hacia el ayuntamiento, el Mago explota el escondite con Kasady todavía adentro, aparentemente matándolo. Mientras asaltaba el ayuntamiento, Superior Carnage afirma que Kasady era un tonto que perdió tanto tiempo en el caos, mientras que había mucho más que hacer con un poco de atención. Sin embargo, cuando el control del Mago se desliza por un momento, Carnage comienza a volver a su forma original hasta que el Mago se recupera.
El trío se enfrenta al Superior Spider-Man y durante su batalla, el Mago pierde su control sobre Carnage y se lesiona fatalmente una vez que Spider-Man lo suelta accidentalmente debido a la conmoción de descubrir que el Mago leyó su mente y conoce a Otto Octvaius. La masacre, ahora libre, se desboca y comienza a matar a cualquiera delante de él. Klaw intenta detenerlo, pero debido a que su arma está dañada, falla y se da cuenta de que la única forma es que el Mago recupere el control. Tanto Carnage como Klaw salen a la calle. Carnage lucha contra el Superior Spider-Man y admite que, aunque le gustaba usar armas, rasgar y cortar los cuerpos es mejor para él. Klaw intenta que el Mago controle a Carnage de nuevo, pero es asesinado por Carnage y la explosión separa al Simbionte de su anfitrión, solo para vincularse con el Mago herido. En última instancia, Spider-Man saca a la luz al cuerpo de Kasady para atraer con éxito el simbionte, que devora inmediatamente al Dr. Malus y luego se prepara para terminar con el Mago. Sin embargo, el espíritu efímero de Klaw concentra sus poderes de manipulación de sonido una última vez por una fracción de segundo para crear una poderosa explosión sónica que desactiva la carnicería, permitiendo que el simbionte sea recapturado. En el epílogo se muestra que el simbionte ha logrado reparar el daño cerebral de Mago y Kasady, seguido por Kasady escribiendo "REGLAS DE CARNAGE" en su pared celular.
Una parte del simbionte (que había muerto en cautiverio) se escapa de la contención y sale en busca de Kasady, quien está postrado en cama por haber sido apuñalado por un compañero de prisión. Un médico, anticipando que el simbionte vendrá a buscar a Kasady, sofoca al asesino en la enfermería, deseando al extranjero para él. Cuando el simbionte irrumpe en la instalación, el médico se ofrece a la criatura, pero este lo rechaza y regresa a Kasady después de reanimarlo. La carnicería procede a asfixiar al médico, a desenfrenar a través de la prisión y escapar.

### Deadpool vs. Carnage
Mucho más tarde, Carnage se enfrentó con Deadpool creyendo que era su propio destino cazar a Carnage. Cuando Carnage rompió a Deadpool en pedazos, Deadpool se unió a los cuatro simbios, Phage, Riot, Lasher y Agony. Vinculado con los cuatro simbiontes, Deadpool engañó a Shriek para que pensara que ella había matado a Carnage. Después de eso, Deadpool engañó a Carnage forzando a Shriek a hacerse pasar por Deadpool y Carnage hirió a Shriek en el proceso. Posteriormente, Carnage, ahora quebrantado de que casi mató a Shriek, se deja arrestar por las autoridades y se lo coloca en una celda abierta, Carnage juró vengarse de Deadpool por haberlo engañado.

### AXIS
Durante la historia de AXIS, Magneto comienza a reclutar villanos para combatir a Red Onslaught. Se las arregla para convencer a Carnage diciendo que causará más caos al convertirse en un salvador y entonces Carnage está de acuerdo. Cuando ve a Deadpool, él le dice que "van a tener palabras después de esto".
Durante la batalla con Red Onslaught, el Doctor Doom y la Bruja Escarlata lanzaron un hechizo que altera la moral de casi todos los presentes, incluido Carnage. Llena de la irresistible necesidad de ser un héroe, Carnage regresa a Nueva York y va por ahí "salvando" a la gente, en gran medida ajena al hecho de que está causando más daño que bien. sto se demuestra cuando Spider-Man encuentra que Carnage había salvado a una familia de Squid y su pandilla, los Tentáculos. Al mismo tiempo, un nuevo Comepecados está asesinando a periodistas, que la inescrupulosa reportera Alice Gleason utiliza para tratar de aumentar su popularidad simulando una grave angustia por los asesinatos. Creyendo las lágrimas de cocodrilo de Alicia.y convencida de que es una persona de buen corazón y empática, Carnage la rescata de Sin-Eater y la abduce con la intención de que Alicia le enseñe cómo ser "un gran héroe". Sin embargo, después de que Carnage derrota al Comepecados sobrecargando a su enemigo con todos sus viejos pecados, Alice enciende a Carnage y convence a la policía de que la ha estado atacando, pero Carnage invertido simplemente concluye que ella le está enseñando que un verdadero héroe debe estar solo para proteger a los demás y se aleja.
Ante la amenaza de los Vengadores moralmente invertidos que buscan hacer valer su poder y los X-Men invertidos que trabajan con Apocalipsis para tomar el control de Manhattan, Spider-Man y el anciano Steve Rogers se ven obligados a trabajar con Magneto y los "Astonishing Avengers" de Carnage y los otros villanos invertidos. Aunque no pudo destruir la bomba genética de los X-Men, que habría matado a todos los humanos en el radio de la explosión, Carnage se sacrifica para contener la explosión con su propio simbionte, Spider-Man describe el sacrificio de Kasady como el peor hombre que jamás haya visto. Sabía hacer lo más noble que jamás había visto. Una vez concluida la crisis, Peter Parker se propone crear un memorial de oro y diamantes de imitación para Carnage como le prometió a Kasady que lo haría antes de su sacrificio. Después de que los héroes y los villanos se invierten, se publica una cinta de video en la que los Astonishing Avengers, con Carnage como su "portavoz", se proclaman a sí mismos como el "Eje del Mal", asumiendo la responsabilidad de las acciones de los Vengadores y los X-Men durante la inversión a costa de su propio breve tiempo como héroes.

### Post-AXIS
Sin embargo, Kasady de alguna manera pudo engañar a la muerte nuevamente, aunque perdió la mitad inferior de su cuerpo en el proceso, y fue a Carefree, Arizona, para visitar a un nuevo amigo que hizo durante el tiempo que estuvo invertido, un amigo al que estaba dispuesto a "ayudar", Sam Alexander alias Nova. Kasady dejó un mensaje que indicaba su regreso en la forma de asesinar a un espectador al azar a quien le había preguntado dónde encontrar al niño como prueba de que había vuelto a su eje moral más natural.
Después de enterarse de que la madre de Sam trabaja en un restaurante local, Kasady la tomó como rehén para llamar su atención, pero, cansada de esperar, Kasady decidió matarla. Nova llegó antes de que pudiera hacerlo y lo sacó del restaurante a un área vacía para no lastimar a nadie. Mientras luchaba, Nova intentó convencerlo de que no era Sam Alexander, pero el maníaco no le creyó. Después de ser herido por la Fuerza Nova, Kasady huyó para dejar que su simbionte lo curara cuando llegaba la policía. Al día siguiente, ya curado de sus quemaduras, Kasady atacó a Sam nuevamente, esta vez en su escuela.
Mientras atacaba a Sam en la escuela, Carnage vio a Nova volar por la zona, lo que hacía imposible que el chico fuera Nova (sin que él lo supiera, esa era la madre de Sam que llevaba su casco). Enfurecido, Carnage siguió al falso Nova, pero la perdió de vista. Luego comenzó a atacar a personas inocentes para tratar de llamar la atención de Nova, que recibió. Una nueva batalla se produjo entre los dos. Nova llevó al cielo a Carnage y luego lo golpeó en el estacionamiento de abajo, lo que provocó el impacto de las alarmas de los autos, que aturdieron a Kasady y su simbionte. Kasady fue arrojado por Nova, que ya se había dado cuenta de la debilidad de Carnage a los sonidos altos, en un Ántrax (una banda de heavy metal de la que Kasady era fanática) muestran cerca. Mientras el simbionte gritaba de dolor, Kasady huyó de allí a la carretera, pero Nova fue atacado nuevamente. Le lanzó un auto a Nova, quien lo atrapó en el aire, y lo aprovechó para golpearlo. Listo para acabar con su oponente, Carnage fue atropellado por un camión. A Nova lo ató en placas de metal y lo dejó su simbionte cuando reveló que quería matar a Nova porque quería borrar cualquier recuerdo de sus buenas acciones, desde el momento en que invirtió su eje moral, de cualquiera que lo recordara. Fue dejado por Sam en la isla Ryker.

### Venomizado
Cuando los Venoms lanzan un asalto total al Universo Marvel, están decididos, desde su último encuentro con el Carnage alternativo, de no dejarlo como un comodín para jugar contra ellos. Thanos y su segundo al mando, el Doctor Doom, envían a Gata Negra y otros a buscar al asesino en serie para que puedan separarlo de su simbionte rojo y reemplazarlo por uno de los suyos. Sin embargo, lo que encuentran es un Cletus Kasady que ya no está vinculado con Carnage.
Mientras Thanos y el Doctor Doom desean desesperadamente llevar a Cletus a su colmena, y por lo tanto se hacen más fuertes en el proceso, descubren que por cualquier motivo, Cletus se resiste al procedimiento de vinculación de simbiontes, lo que lo convierte en una anomalía para los Venenosos. El procedimiento de vinculación es finalmente un éxito y Carnage es consumido por un Veneno. Sin embargo, mientras era consumido por un veneno, debido a su inestabilidad mental, Cletus pudo resistir ser asimilado a la colmena del veneno y su conciencia persistió, solo pretendía ser leal a la colmena. Luchó contra Venom y Spider-Man, casi decapitando al primero y empalando al segundo. En última instancia, fue arrojado al espacio por Venom y Danger, convirtiéndose en uno de los pocos venenos para sobrevivir a la muerte de la reina venenosa.

## Otras versiones

### Spider-Man y Batman: Mentes Desordenadas
Carnage se une al Joker y luego se vuelve contra él durante Spider-Man y Batman: Mentes Desordenadas. En primer lugar, los dos hombres se encuentran cuando la psiquiatra de comportamiento Cassandra Briar intenta usar a los dos hombres, considerados como las mentes más retorcidas de la humanidad, como pruebas para un chip que ella ha desarrollado y que supuestamente "lobotomizará" sus instintos homicidas. Sin embargo, el simbionte Carnage neutraliza el chip de Kasady después de ser implantado, con Kasady simplemente fingiendo que el chip había funcionado para que pudiera conocer al Joker. Después de que Carnage retira el chip de Joker, los dos psicóticos entran brevemente en una alianza antes de que sus diferentes métodos de asesinato causen un enfrentamiento; Carnage favorece los números y en realidad ve la muerte de sus víctimas de cerca en sus asesinatos mientras que el Joker prefiere el arte de sus trampas y trucos habituales, Carnage despidiendo al Joker. Los métodos son tan lentos, mientras que Joker ve a Carnage como un aficionado, ya que cualquiera puede salir y matar gente. La carnicería responde con una emboscada y amenaza con matar a Batman para ser "teatral". Batage es derrotado por Batman en la lucha posterior cuando pierde el control de su simbionte mientras entra en pánico luego de que el Joker amenaza con disparar una bomba para destruir a Gotham (él y Carnage incluidos), en lugar de ver a Carnage matar a Batman. Mientras derrota a Kasady después de que su pánico le haga perder el control del simbionte, Batman refleja que muchos asesinos en serie matan a muchos para intentar escapar de la muerte al "apaciguar" a Segador con sus propios sacrificios, y que Carnage, lejos de ser un monstruo o incluso un "punk callejero común" - es poco más que un "niño pequeño" demasiado grande, aunque con poderes letales.

### Venomverse
Procedente de un mundo en el que había logrado matar a Venom, Carnage fue convocado a instancias de Venom del Universo Prime Marvel para ayudar a ganar la guerra entre Venenos y Venenosos. Al principio era inestable, participando en la batalla con la Resistencia, pero cuando se dio cuenta de que tenía la oportunidad de luchar contra "un superhéroe de buncha en desorden", decidió unirse a los Venoms.
Más tarde fue capturado por Poison Deadpool y se reveló que, por cualquier razón, era inmune a los Venenos. Su captura permitió a la Resistencia infiltrarse en la nave de la Colmena. Lo dejaron por muerto junto a Poison Deadpool, y aparentemente fue asesinado cuando la nave de la Colmena fue destruida. Debido al encuentro con Carnage, cuando los Venenos invadieron el Primer Universo, estaban decididos a no dejarlo como un comodín para jugar contra ellos.

## En otros medios

### Televisión
- Carnage apareció en Spider-Man: La Serie Animada, con la voz de Scott Cleverdon. Esta versión nunca se mostró matando a nadie, pero sigue siendo un psicópata trastornado con un historial criminal pesado. Apareció en los episodios "Venom Returns" y "Carnage". Cletus es capturado por la policía después de planear explotar una bomba en Nueva York. En la cárcel, comparte una celda con Eddie Brock. Después de que el simbionte original va a su prisión y se une a Brock y se escapa, el Barón Mordo aparece frente a Cletus y explica que otro simbionte tiene los mismos poderes simbióticos. Cuando Mordo hace un trato con este poder simbionte a cambio de servidumbre a Dormammu, Cletus acepta la oferta y se une al nuevo simbionte, se convierte en Carnage y escapa de la prisión. Carnage y Venom reciben poderes vampíricos para robar energía vital para que Dormammu pueda escapar a esta dimensión y consumir. Carnage se refiere burlonamente a Venom como papá. Carnage secuestra a Ashley Kafka, lo que hace que Venom se asocie con Spider-Man y Iron Man. Después del enfrentamiento final, Carnage intentó arrastrar a Ashley al reino de Dormammu con él, pero Eddie se sacrificó para salvar a Ashley y atraviesa el portal con Carnage. Carnage, Venom y Dormammu son finalmente encarcelados en la dimensión de Dormammu.
- Carnage apareció en Spider-Man Unlimited, con la voz de Michael Donovan.[49] En esta versión, el simbionte está en completo control de su anfitrión, y funciona bien con Venom. Viajaron a Tierra opuesta para unirse al Sinóptico, una mente colmena de simbiontes. En el final de la serie, el Alto Evolucionador separa a Carnage y Venom de sus respectivos anfitriones; Kasady es visto por última vez cuando el Sinóptico emerge en Tierra-opuesta.
- En la serie animada The Spectacular Spider-Man. Se le ve en un cameo sin diálogo en el episodio "Refuerzo" como un paciente con un sombrero de Papá Noel en Ravencroft durante una sesión de terapia de grupo junto con el Doctor Octopus y Electro cuando Kraven el Cazador ataca para liberar a los dos villanos, en esta adaptación no aparece como su alter ego Carnage, solo como Cletus Kasady.

### Película
Cletus Kasady aparece en películas de acción real ambientadas en el Universo Spider-Man de Sony, interpretado por Woody Harrelson. Esta versión es víctima de un abuso físico y psicológico extremo por parte de su madre, su padre y su abuela, a la última de los cuales finalmente mató para escapar del abuso, y se convirtió en un asesino en serie porque los medios lo etiquetaron como un monstruo y canonizó a sus abusadores. En la actualidad, se encuentra preso en la Prisión de San Quintín.
- Kasady aparece en una escena a mitad de créditos de la película Venom (2018).[50][51] En la escena, Kasady es visitado por Eddie Brock para una entrevista en prisión, en un intento por descubrir el lugar donde Kasady almacenó los cadáveres de sus víctimas. Kasady conversa brevemente con Brock, antes de proclamar que escapará, y cuando lo haga, "habrá una carnicería". Harrelson ha declarado desde entonces que Kasady tendrá un papel importante en la secuela de la película, ya que no pudo leer su guion hasta que firmó la primera película.[52]
- Harrelson repitió su papel de Kasady en Venom: Let There Be Carnage (2021), en la que se convirtió en Carnage.[53] La película se estrenó el 1 de octubre de 2021.[54] En la película, se niega a hablar con nadie además de Brock, a quien ve como un alma gemela. El día que se supone que debe ser ejecutado por inyección letal, Kasady insulta a Brock, provocando que Venom lo ataque, lo que le permite morder la mano de Brock y absorber parte de su simbionte. Durante su ejecución, un nuevo simbionte aparece dentro de Kasady, bloqueando la inyección y otorgándole habilidades sobrehumanas, que usa para liberarse y hacer un alboroto violento por la prisión. El simbionte luego se presenta como Carnage y se ofrece a ayudar a Kasady a infiltrarse en el Instituto Ravencroft para liberar a su amante de la infancia, Frances Barrison, a cambio de que Kasady mate a Brock y Venom. Kasady acepta el trato y, junto con Barrison, extiende su alboroto fuera de Ravencroft y captura a Patrick Mulligan y Anne Weying para atraer a Venom. Mientras Kasady y Barrison intentan casarse en una catedral, Venom los confronta y engaña a Barrison para que lo ataque con sus poderes sónicos, lo que demuele la catedral, mata a Barrison y separa a Brock y Kasady de sus respectivos simbiontes. Después de volver a vincularse con Brock, Venom devora a Carnage y le muerde la cabeza a Kasady.

### Videojuegos
- Carnage (Cletus Kasady) fue un personaje principal en The Amazing Spider-Man 2 (1992), Spider-Man / X-Men: Arcade's Revenge, The Amazing Spider-Man: Lethal Foes, y Spider-Man and Venom: Maximum Carnage y su secuela Venom / Spider-Man: Ansiedad por separación.
- Cletus Kasady como Carnage apareció en el videojuego Spider-Man 2000, con la voz de Dee Bradley Baker. Él ayuda al Doctor Octopus en un complot para establecer una invasión de simbiontes.
- Carnage (Cletus Kasady) es un personaje jugable en la versión para PSP de Spider-Man: Amigo o Enemigo, con la voz de Fred Tatasciore. Al final del juego, Nick Fury dobla la investigación de los fragmentos de meteoros "Proyecto: Carnage".
- Carnage (Cletus Kasady) es un personaje jugable en Marvel: Ultimate Alliance 2, interpretado nuevamente por Fred Tatasciore. El personaje aparece en las versiones de Vicarious Visions (Xbox 360 y PlayStation 3, luego PlayStation 4, Xbox One y PC), originalmente disponible para descargar y es el primer personaje de contenido descargable fuera de los seis personajes para ser presentado en una versión actualizada para PS3 y Xbox 360.[55] El paquete DLC se retiró por primera vez, pero estuvo disponible una vez más hasta diciembre de 2010. El DLC también incluye una misión adicional en la que el jugador lucha contra Carnage después de luchar contra otros jefes del juego.
- Carnage (Cletus Kasady) aparece en Lego Marvel Super Heroes, como un personaje jugable, con la voz de Dave Boat.
- Carnage (Cletus Kasady) aparece en el videojuego The Amazing Spider-Man 2, con la voz de David Agranov. Después de que Spider-Man elige salvar a un civil antes de perseguir a Carradine, Cletus mata a Carradine poco después y da una señal de "CK" en su nombre completo antes de que Spider-Man aparezca, solo para encontrar el cadáver de Carradine. La policía se refirió a él como el "Asesino de Carnage". Después de que Spider-Man lo rastrea con ayuda y entrenamiento de Kraven el Cazador, descubre a Cletus cuando está a punto de matar a un civil que lo vio matando a otra persona. Aunque Kraven quiere que deje que Cletus mate a su objetivo para que Spider-Man pueda seguir rastreando a Cletus durante su entrenamiento, Spider-Man detiene a Cletus y lo envía a la policía. Cletus es llevado de alguna manera a Ravencroft para un experimento de Kingpin y Oscorp que lo transforma en Carnage. Más tarde crea colmenas en Ravencroft e incluso infecta a la mayoría de las personas, incluidas las fuerzas de Kingpin. A pesar de que está completamente transformado en Carnage, aún es derrotado por Spider-Man, cuando el traje es quemado por los incendios iniciados dentro de la base. El juego concluye con Kasady vuelto en custodia.
- Carnage aparece como un jefe en el juego de Facebook Marvel: Avengers Alliance.
- Carnage aparece como un personaje jugable en Marvel Super Hero Squad Online, con la voz de David Sobolov.
- Carnage aparece como un personaje de equipo en el MMOARPG en línea (juego de rol de acción multijugador masivo en línea) Marvel Heroes 2015, con Dee Bradley Baker retomando su papel.[56]
- Carnage aparece como un personaje jugable en Marvel Future Fight.
- Carnage (Cletus Kasady) es un personaje jugable en el juego móvil de tres combinaciones Marvel Puzzle Quest. Fue agregado al juego en junio de 2015.[57]
- Cletus Kasady aparece como personaje jugable en el juego móvil Spider-Man Unlimited. Kasady también es un jefe en el evento Symbiote Dimensions.
- Carnage aparece como un personaje jugable en Marvel: Contest of Champions.[58]
- Carnage (Cletus Kasady) aparece como un personaje jugable en Lego Marvel Super Heroes 2.[59] Cuando Spider-Man, Ms. Marvel, She-Hulk, Spider-Gwen, y Spider-Man 2099 entran en Alchemax, comienzan a luchar contra los científicos que han sido poseídos por los Simbiontes Carnage y Venom. Más tarde, Duende Verde 2099 usa un fragmento del Nexus de Todas las Realidades para fusionar a Venom y Carnage en una nueva criatura, apodada Carnom por Spider-Man, que está siendo controlado por el mismo Duende. Carnom lucha y es derrotado por los héroes. Mientras reclaman el fragmento, Carnom comienza a perseguir a Duende 2099 en represalia por su abuso.[60] Carnom también es uno de los personajes jugables del juego.[61]

### Teatro
- Carnage (Cletus Kasady) aparece en el musical de Spider-Man: Turn Off the Dark como miembro de los Seis Siniestros y es interpretado por Collin Baja.[62]